# Ludwisarnia Max Samassa

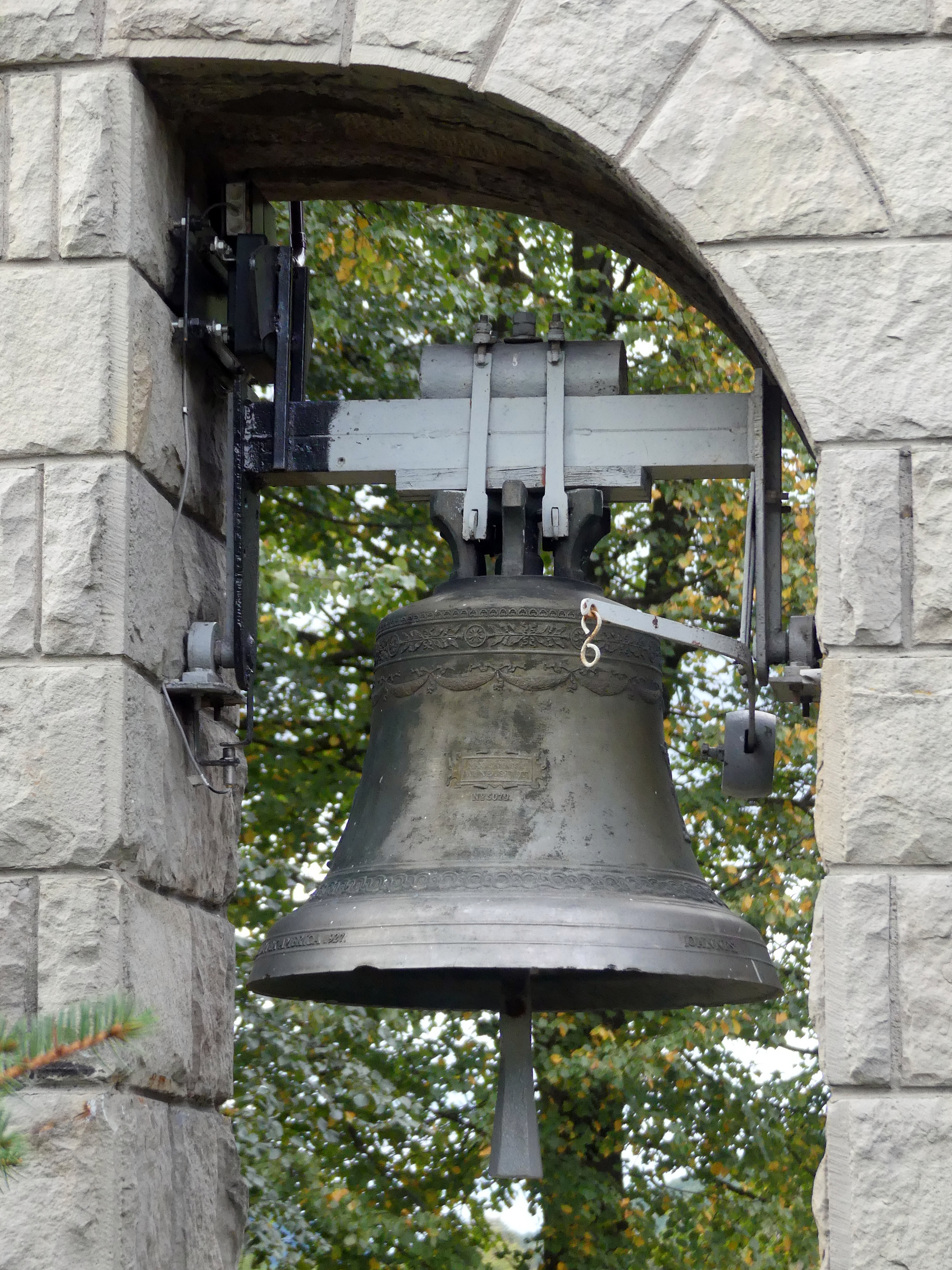
Dzwon w dzwonnicy przy Kościele Najświętszej Marii Panny Wniebowziętej w Wysowej-Zdroju

Ludwisarnia Max Samassa – dawna odlewnia dzwonów w Laibach oraz Wiener Neustadt  na terenie Austro-Węgier istniejąca w latach 1767-1931. 

## Historia
Przemysłowiec Maximilian Samassa (Maximilian Samassa znany także jako Max Samassa, ur. 7.04.1862 w Lublanie, zm. 30.06.1945  w Wiedniu) pochodził  z Laibach (obecnie Lublana).  Maximilian Samassa  pochodził z rodziny ludwisarzy. Jego ojcem był Albert Samassa  który przejął odlewnię dzwonów w Laibach od swojego ojca Antona Samassy.  Maximilian studiował na Politechnice w Stuttgarcie do 1886 równocześnie zdobywał doświadczenie pracując w firmie odlewniczej ojca.  W 1892  Maximilian przejął kierowanie odlewnią dzwonów. W 1907 z jego inicjatywy wybudowano nową, nowoczesną odlewnię metali oraz małą odlewnię żeliwa do odlewów specjalnych. W czasie I wojny światowej firma oprócz produkcji dzwonów zajmowała się produkcją żeliwnych odlewów dla wojska w tym także wyposażenie dla łodzi podwodnych. W 1907 Max nabył odlewnię dzwonów Linzer, a w 1908 odlewnię dzwonów Hilzer co uczyniło jego firmę liderem w produkcji dzwonów na terenie Astro-Wegier. Jego firma latach 1767–1917 wyprodukowała 7200 dzwonów,  otrzymywała zamówienia m.in. z Indii, Turcji, Chin i Japonii. Po zakończeniu  I wojny światowej w 1919  Samassa sprzedał przedsiębiorstwo w Laibach jednak pozostał właścicielem odlewni dzwonów w Wiener Neustadt, prowadził produkcję do roku 1931 w którym nastąpiło zamknięcie firmy.